# Cardamine fringsii
Cardamine fringsii là một loài thực vật có hoa trong họ Cải. Loài này được F.Wirtgen mô tả khoa học đầu tiên năm 1899.